# NYK アルテア
NYK アルテア（えぬわいけい あるてあ、NYK Altair）は、かつて日本郵船が運航していたコンテナ船（船主はパナマの現地子会社で船籍もパナマ）。なお2010年に2代目の「NYK アルテア」が建造されているが、本項では1代目について解説する。

## 概要
NYK アルテア級3隻の1番船として、1994年石川島播磨重工呉工場（現：ジャパン マリンユナイテッド呉事業所）で竣工。日本船社の運航船では初のオーバー・パナマックス型（ポスト・パナマックス型）コンテナ船であった。
2001年「Sandra Azul」と改名。2007年にはMSCの運航となり「MSC Catania」と改名された。

## 同型船
- 2番船　「NYK ヴェガ（NYK Vega）」

1995年2月24日、三菱重工業長崎造船所で竣工。
- 3番船　「NYK プロシオン（NYK Procyon）」

1995年3月24日、石川島播磨重工呉工場で竣工。
※この他、ほぼ同型の大阪商船三井船舶（現：商船三井）のマース級3隻がある。